# Рудольф фон Фроммель
Рудольф Фроммель, з 1902 року — Ріттер фон Фроммель (нім. Rudolf Ritter von Frommel; 17 травня 1857, Аугсбург — 12 липня 1921, Імменштадт) — німецький воєначальник, генерал кінноти Баварської армії.

## Біографія
Син директора фабрики. Він відвідував гуманістичну гімназію і в 1874 році вступив в 2-й уланський полк «Король» Баварської армії. Після успішного закінчення Мюнхенської військової школи Фроммель був підвищений до звання другого лейтенанта у 1876 році. У 1881 році він був переведений у 2-й важкий кавалерійський полк «Ерцгерцог Франц Фердинанд Австрійський-Есте» в Ландсгуті. Фроммель навчався у Військовій академії з 1887 по 1890 рік, що дало йому право на вище ад'ютантство. З 1896 року ротмістр Фроммель працював у військовому міністерстві. Після подальших підвищень він повернувся в армію у званні оберста і з 25 лютого 1905 року по 18 квітня 1906 року командував 1-м важким кавалерійським полком «Принц Карл Баварський». Згодом він був вироблений в генерал-майори і призначений командиром 1-ї кавалерійської бригади. 11 березня 1910 року залишив бригаду, був вироблений в генерал-лейтенанти і призначений інспектором кавалерії. 27 березня 1913 року звільнений у відставку в званні генерала кінноти запасу.
З початком Першої світової війни Фроммель був відновлений і призначений вищим командувачем кавалерії № 3. На цій посаді він командував прусською 7-ою, саксонською 8-ою і баварською кавалерійськими дивізіями, якими він спочатку командував у складі 6-ї армії під час битви за Лотарингію і біля Нансі-Епіналь. У вересні 1914 року Фроммель був переведений на Східний фронт і згодом брав участь у боях на Мазурських озерах, під Варшавою, під Лодзю та на Равці і Бзурі. Його кавалерійське командування було реорганізовано в листопаді 1916 року і з 26 листопада називалося 57-м головнокомандуванням особливого призначення. Після перемир'я на Східному фронті його війська брали участь у окупації великої російської території в березні 1918 року. Потім Фроммель повернувся на Західний фронт і брав участь у позиційній війні в Шампані до 6 квітня 1918 року. Через пневмонію він був знятий з посади і провів наступні тижні у шпиталі. 16 травня 1918 року наказ про мобілізацію Фроммеля було скасовано.

## Сім'я
В січні 1895 року одружився з Фанні Штайнле. Після її смерті в 1897 році, в лютому 1898 року одружився з Елізабет фон Крафт. В пари народились 2 дітей.

## Нагороди
- Орден «За заслуги» Баварської корони, лицарський хрест (1902)
- Орден «За військові заслуги» (Баварія)
- Орден Червоного орла 1-го класу з мечами (15 липня 1918)[2]